# Oblężenie Konstantynopola (674–678)
Oblężenie Konstantynopola (674–678) – oblężenie Konstantynopola przez armię kalifatu Umajjadów w latach 674–678, zakończone odstąpieniem wojsk arabskich od miasta i zawarciem korzystnego dla Cesarstwa Bizantyjskiego pokoju.

## Przed bitwą
Po śmierci w roku 661 swojego przeciwnika w walce o tron kalifa Ali ibn Abi Taliba, Mu'awija I zerwał zawarty w roku 659 pokój z Bizancjum, i od roku 663 ponawiał coroczne najazdy na Azję Mniejszą. Armie arabskie docierały aż do Chalcedonu i czasami pozostawały w granicach Cesarstwa na leża zimowe. Kalif zdawał sobie jednak sprawę, że Konstantynopol można zdobyć jedynie poprzez zastosowanie blokady morskiej. Dlatego wkrótce do wysp zajętych już przez Arabów, takich jak Cypr, Rodos, Kos, dołączono także Chios. Co więcej, w roku 670 wódz Mu'awiji zajął Kyzikos, położony w sąsiedztwie Konstantynopola, który miał stać się główną bazą operacyjną oblegających stolicę Cesarstwa. Przed przystąpieniem do generalnego ataku flota kalifa zajęła jeszcze Smyrnę oraz wybrzeże Likii i Cylicji.

## Bitwa

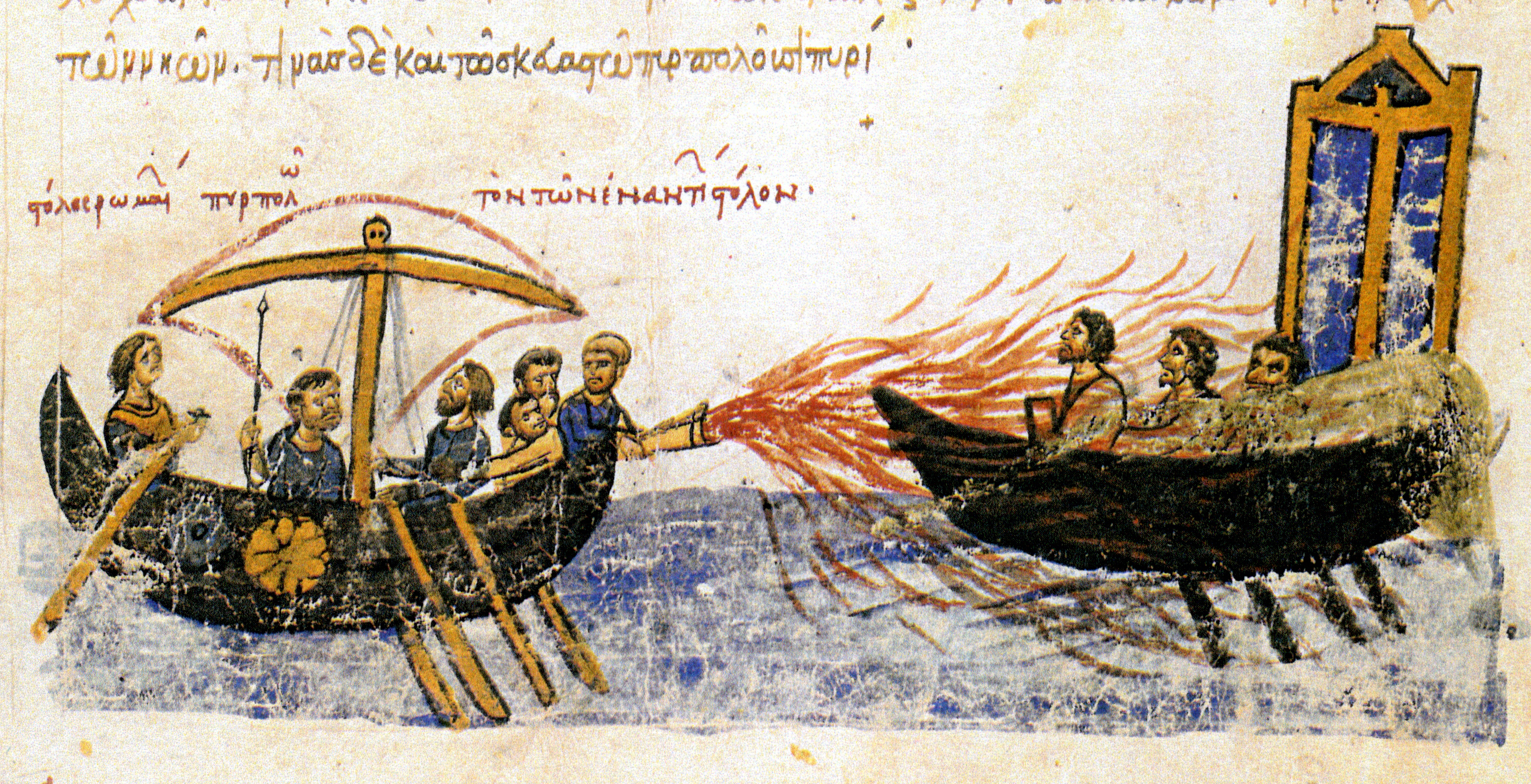
Flota bizantyjska używa ognia greckiego – ilustracja ze średniowiecznego rękopisu

Działania wojenne na wielką skalę rozpoczęły się na wiosnę 674 roku. Pod Konstantynopolem pojawiła się potężna arabska eskadra. Walki trwały całe lato, jesienią zaś okręty arabskie wycofały się do Kyzikos, aby z nastaniem wiosny powrócić i na nowo rozpocząć oblężenie. Taka sytuacja powtarzała się rokrocznie aż do roku 678. Mimo ogromnego wysiłku Arabowie nie byli jednak w stanie sforsować potężnych umocnień Konstantynopola. Co więcej, podczas tego właśnie oblężenia Bizantyjczycy po raz pierwszy na szeroką skalę zastosowali ogień grecki, łatwopalną substancję wywołującą gwałtowny pożar, którą przy pomocy specjalnych wyrzutni miotali z dużej odległości na nieprzyjacielskie okręty. W rezultacie w roku 678 pokonali oni flotę arabską, która poniosła także duże straty w wyniku sztormu. Jednocześnie arabska armia lądowa poniosła klęskę w Anatolii.

## Skutki bitwy
W związku z powyższymi wydarzeniami Mu'awija czuł się zmuszony do zawarcia pokoju na 30 lat. Zgodnie z jego warunkami zobowiązał się on do uiszczania cesarzowi corocznego trybutu w wysokości 3000 sztuk złota, a ponadto do przysyłania rokrocznie 50 jeńców i 50 koni.
Pierwsza tak poważna klęska Arabów, dotychczas właściwie kroczących od zwycięstwa do zwycięstwa, odbiła się szerokim echem poza granicami cesarstwa. Zarówno kagan Awarów, jak i naczelnicy plemion słowiańskich zamieszkałych na Półwyspie Bałkańskim wysłali poselstwa uznające zwierzchność bizantyjską i proszące o pokój.
Według historyka Georga Ostogorskiego: „Znaczenie dziejowe porażki Arabów pod Konstantynopolem jest ogromne. Dotychczas posuwali się naprzód jak lawina, która zmiata wszystko na swej drodze, i nie na napotykali niemal żadnego oporu. Ten triumfalny pochód został po raz pierwszy zatrzymany. Toteż zwycięstwo Konstantyna IV w r. 678 jest punktem zwrotnym w historii zaciekłych zmagań, jakie chrześcijańska Europa toczyła z islamem, i może być postawione na równi z późniejszym zwycięstwem Leona III w r. 718 i tym, które w r. 732 odniósł Karol Młot na przeciwległym krańcu ówczesnego świata – pod Poitiers. Ale z tych trzech zwycięstw, które uratowały Europę przed zalewem muzułmańskim, zwycięstwo odniesione przez Konstantyna jest nie tylko pierwsze chronologicznie, ale i najbardziej doniosłe w skutkach. Nie ulega wątpliwości, że żaden atak Arabów na świat chrześcijański nie był tak potężny i uporczywy jak owo uderzenie na Konstantynopol. Stolica bizantyjska była wówczas ostatnią zaporą, która wstrzymywała inwazję arabską; dzięki temu ocaliła nie tylko cesarstwo, ale i całą kulturę europejską”.